# František Samuelčík
František Samuelčík (21. února 1931 Lopej – 17. února 1992) byl slovenský fotbalový obránce. Profesně se věnoval stomatologii.

## Rodina
Byl nejmladší z pěti bratrů, jeho starší bratr Karol Samuelčík (* 1927) byl taktéž prvoligovým fotbalistou.

## Hráčská kariéra
S fotbalem začínal ve Svätém Ondreji nad Hronom (dnes jako Ondrej nad Hronom součást Brusna).
V nejvyšší soutěži hrál za MEZ Židenice, Sláviu VŠ Bratislava, Spartak VSS / Jednotu Košice a Duklu Pardubice. Zasáhl do 83 prvoligových utkání, aniž by skóroval. Zasáhl do všech utkání MEZ Židenice v I. lize, což se povedlo už jen Eduardu Schönovi.
V nižších soutěžích hrál ještě za Chemko Humenné, hráčskou kariéru uzavřel v Sobrancích.

### Reprezentace
Dvakrát nastoupil v základní sestavě reprezentačního B-mužstva, branku nevstřelil. Ve středu 26. září 1956 nastoupil v Plzni proti indonéskému reprezentačnímu A-mužstvu (výhra 5:1) a v neděli 30. září téhož roku v Praze proti B-mužstvu Jugoslávie (prohra 1:2).

### Prvoligová bilance
| Ročník          | Zápasy | Góly | Minuty | Klub                 |
| --------------- | ------ | ---- | ------ | -------------------- |
| I. liga 1952    | 26     | 0    | –      | MEZ Židenice         |
| I. liga 1953    | 13     | 0    | –      | Slávia VŠ Bratislava |
| I. liga 1956    | 22     | 0    | –      | Spartak VSS Košice   |
| I. liga 1958/59 | 15     | 0    | –      | Jednota Košice       |
| I. liga 1959/60 | 7      | 0    | –      | Dukla Pardubice      |
| CELKEM 1. LIGA  | 83     | 0    | –      |                      |